# Aleksej Zajcev
Aleksej Nikolajevič Zajcev (in russo Алексей Николаевич Зайцев?; traslitterazione anglosassone Alexey Nikolayevich Zaytsev; Starotitarovskaja, 17 settembre 1993) è un bobbista russo.

## Biografia
Compete dal 2013 come frenatore per la squadra nazionale russa, debuttando in Coppa Europa a dicembre 2013. Si distinse nelle categorie giovanili conquistando la medaglia di bronzo ai campionati mondiali juniores di Schönau am Königssee 2019.

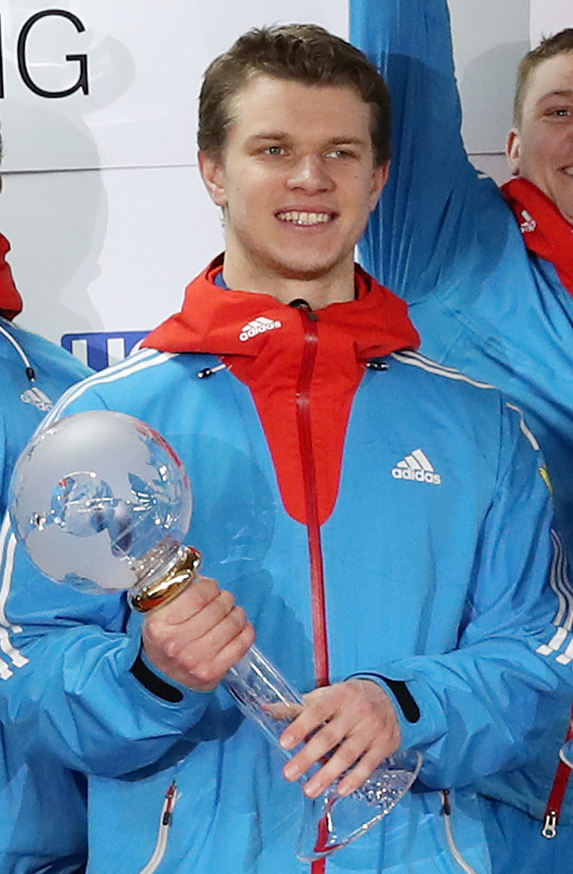
Zajcev a Pyeongchang nel 2017

Esordì in Coppa del Mondo nella stagione 2014/15, il 13 dicembre 2014 classificandosi ottavo nel bob a quattro a Lake Placid, conquistò il primo podio il 1º febbraio 2015 a La Plagne (secondo nel bob a quattro) e la sua prima vittoria il 16 gennaio 2016 con Aleksandr Kas'janov, Aleksej Puškarëv ed Il'vir Chuzin.
Ha partecipato ai Giochi olimpici invernali di Pyeongchang 2018, dove si classificò quindicesimo nel bob a quattro con Maksim Andrianov alla guida dell'equipaggio. 

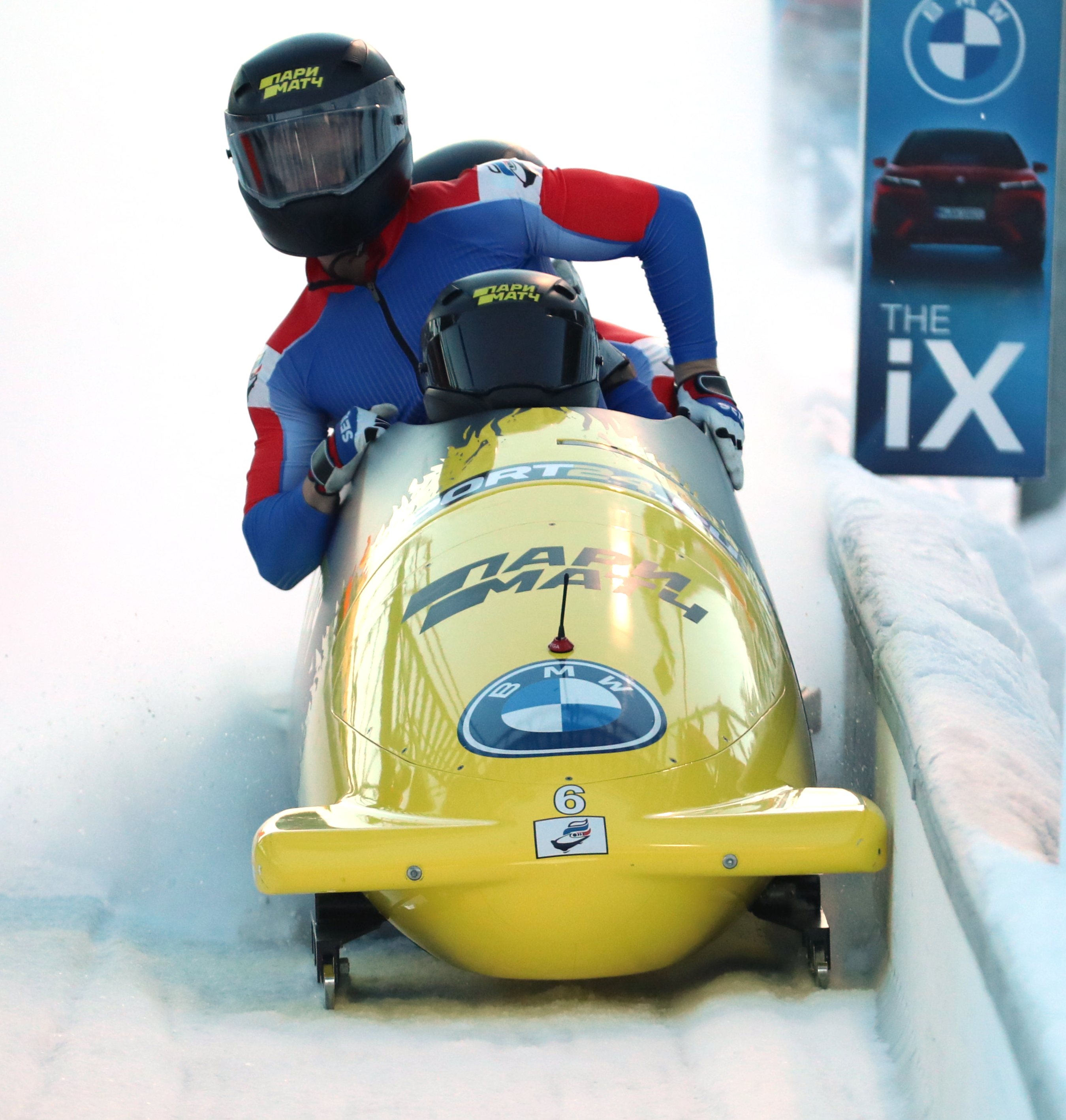
Zajcev (dietro al pilota) in gara nel bob a quattro ai campionati mondiali di Altenberg 2021

Prese inoltre parte a cinque edizioni dei campionati mondiali gareggiando unicamente nel bob a quattro; nel dettaglio i suoi risultati nelle prove iridate sono stati: ottavo a Innsbruck 2016, nono a Schönau am Königssee 2017, quarto a Whistler 2019, undicesimo ad Altenberg 2020 e undicesimo ad Altenberg 2021.
Nelle rassegne europee ha altresì vinto la medaglia d'argento nella specialità a quattro a La Plagne 2015, sempre con Kas'janov alla guida mentre nel bob a due ha ottenuto quale miglior risultato l'undicesimo posto, raggiunto nella rassegna di Schönau am Königssee 2019.

## Vita privata
Il 3 Novembre 2016 convolò a nozze con la ginnasta Alija Mustafina, tuttavia i due coniugi divorziarono a marzo del 2018. Nel giugno 2017 era nata la loro figlia Alisa.

## Palmarès

### Europei
- 1 medaglia:
  - 1 argento (bob a quattro a La Plagne 2015).

### Mondiali juniores
- 1 medaglia:
  - 1 bronzo (bob a due a Schönau am Königssee 2019).

### Coppa del Mondo
- 7 podi (tutti nel bob a quattro):
  - 3 vittorie;
  - 3 secondi posti
  - 1 terzo posto.

#### Coppa del Mondo - vittorie
| Data            | Luogo       | Paese         | Disciplina                                                                         |
| --------------- | ----------- | ------------- | ---------------------------------------------------------------------------------- |
| 16 gennaio 2016 | Park City   | Stati Uniti   | a quattro con Aleksandr Kas'janov (pilota), Aleksej Puškarëv ed Il'vir Chuzin      |
| 3 dicembre 2016 | Whistler    | Canada        | a quattro con Aleksandr Kas'janov (pilota), Aleksej Puškarëv e Maksim Belugin      |
| 19 marzo 2017   | Pyeongchang | Corea del Sud | a quattro con Aleksandr Kas'janov (pilota), Aleksej Puškarëv e Vasilij Kondratenko |

### Circuiti minori

#### Coppa Europa
- 1 podio (nel bob a quattro):
  - 1 vittoria.

#### Coppa Nordamericana
- 2 podi (nel bob a quattro):
  - 2 vittorie.